# Camptoloma binotatum
Camptoloma binotatum is een vlinder uit de familie van de Uilen (Noctuidae). De wetenschappelijke naam van de soort is voor het eerst geldig gepubliceerd in 1881 door Butler.
De soort komt voor in India, Nepal, Myanmar en het zuiden van China.